# Grupul Lego
Grupul Lego (formal Lego A/S) este o companie daneză de producție de jucării de construcție cu sediul în Billund, Danemarca. Ea produce jucării de marca Lego, alcătuite în principal din cărămizi de plastic interconectate. Grupul Lego a mai construit mulțimi de parcuri de distracții în jurul lumii, cunoscute ca Legoland, și operează numeroase magazine cu amănuntul.
Compania a fost fondată pe 10 august 1932 de Ole Kirk Christiansen.  Numele „Lego” este derivat din cuvintele daneze "leg godt" care înseamnă „joacă-te bine”. În prima jumătate a anului 2015, Grupul Lego a devenit cea mai mare companie de jucării, cu vânzări totalizând 2,1 miliarde de $, surclasând Mattel, care a avut 1,9 miliarde de $ în vânzări.

## Lego în România
Compania și-a deschis reprezentanța din România în ultima parte a anului 2011.
Cifra de afaceri în 2012: 6 milioane de euro
Cifra de afaceri în 2013: 8,7 milioane de euro

## Logo-uri
Mai jos sunt imagini istorice ale logo-ului Lego de-a lungul existenței companiei.

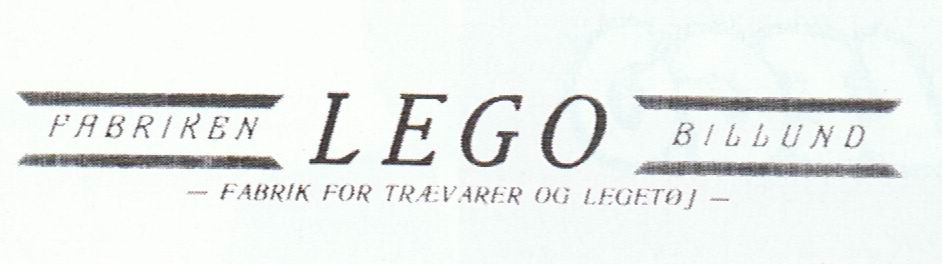
1936–1946
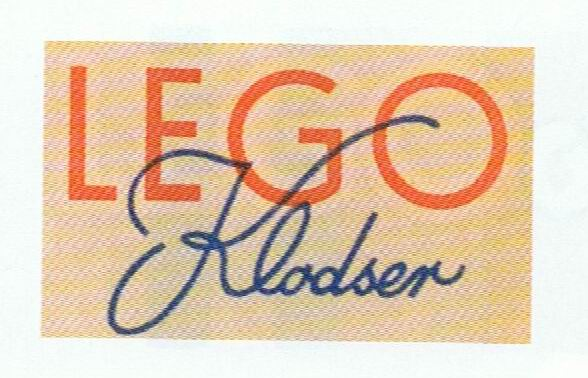
1946–1948
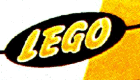
1948–1950
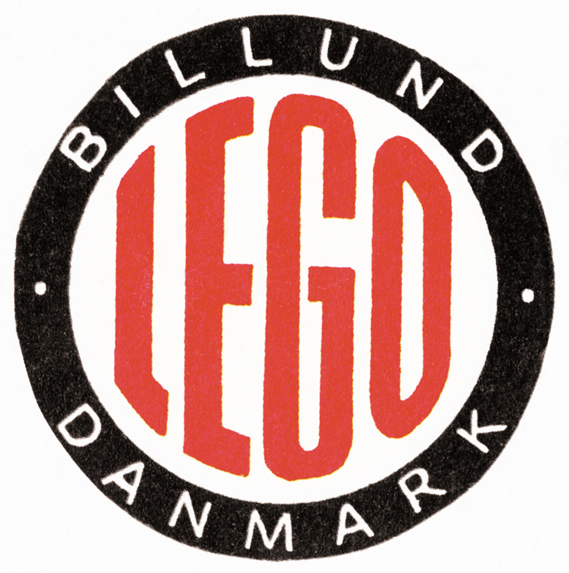
1950–1953
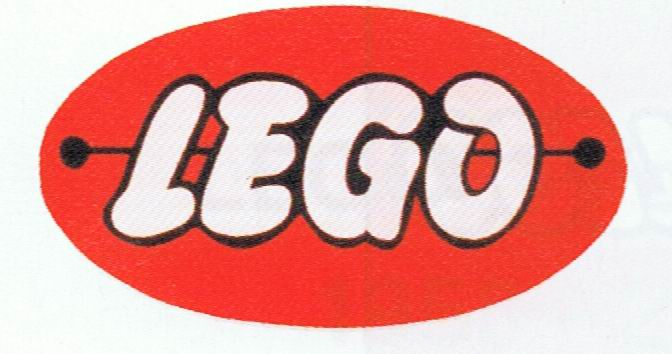
1953–1954
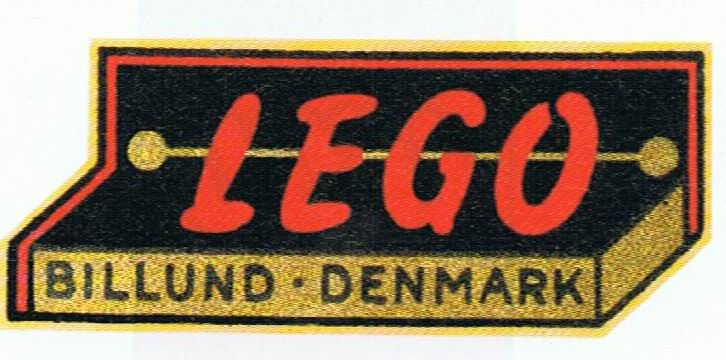
1954–1959
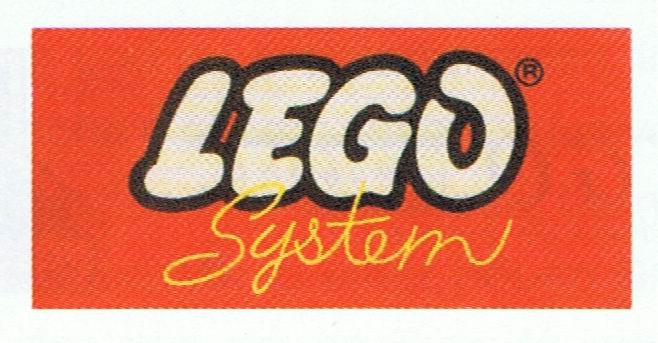
1959–1964
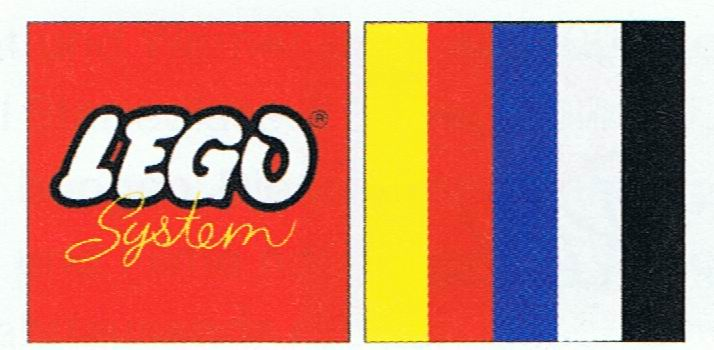
1964–1972
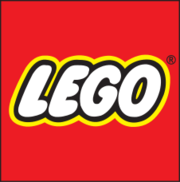
1972–1998
1998–prezent